# Танкесітос-Саут-Ейкерс (Техас)
Танкесітос-Саут-Ейкерс (англ. Tanquecitos South Acres) — переписна місцевість (CDP) в США, в окрузі Вебб штату Техас. Населення — 229 осіб (2020).

## Географія
Танкесітос-Саут-Ейкерс розташований за координатами 27°29′23″ пн. ш. 99°22′47″ зх. д. / 27.48972° пн. ш. 99.37972° зх. д. (27.489718, -99.379700).  За даними Бюро перепису населення США в 2010 році переписна місцевість мала площу 1,22 км², уся площа — суходіл.

## Демографія
Згідно з переписом 2010 року, у переписній місцевості мешкали 233 особи в 62 домогосподарствах у складі 55 родин. Густота населення становила 192 особи/км².  Було 78 помешкань (64/км²).
Расовий склад населення:
| - 99,1 % — білих |

До двох чи більше рас належало 0,0 %. Частка іспаномовних становила 99,1 % від усіх жителів.
За віковим діапазоном населення розподілялося таким чином: 37,3 % — особи молодші 18 років, 58,0 % — особи у віці 18—64 років, 4,7 % — особи у віці 65 років та старші. Медіана віку мешканця становила 24,5 року. На 100 осіб жіночої статі у переписній місцевості припадало 111,8 чоловіків;  на 100 жінок у віці від 18 років та старших — 100,0 чоловіків також старших 18 років.
За межею бідності перебувало 72,6 % осіб, у тому числі 84,1 % дітей у віці до 18 років та 0,0 % осіб у віці 65 років та старших.
Цивільне працевлаштоване населення становило 103 особи. Основні галузі зайнятості: роздрібна торгівля — 20,4 %, освіта, охорона здоров'я та соціальна допомога — 20,4 %, науковці, спеціалісти, менеджери — 12,6 %, сільське господарство, лісництво, риболовля — 11,7 %.